# Cathedra Petri

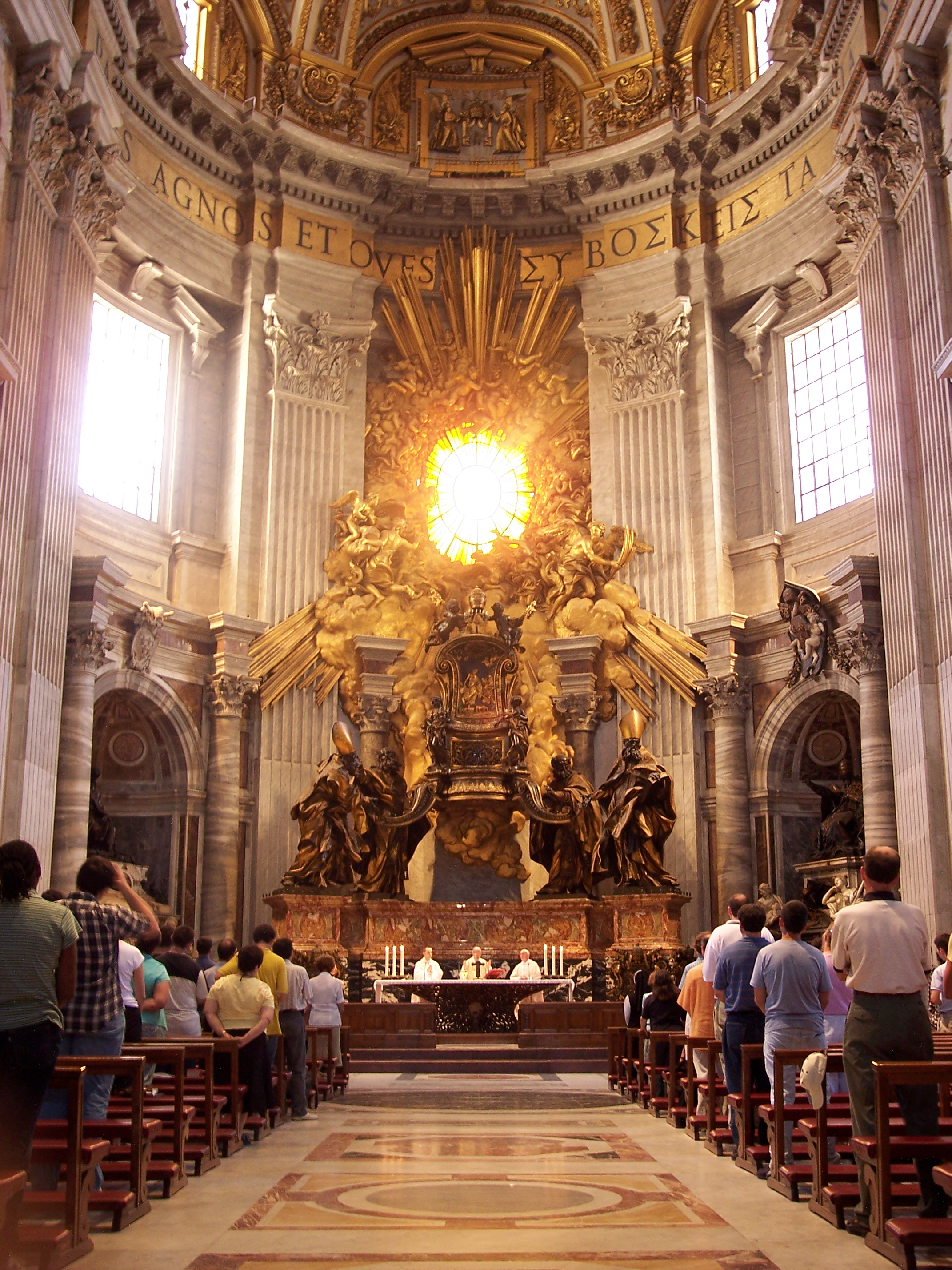
Cathedra Petri

Cathedra Petri (în traducere "Scaunul lui Petru") este un jilț care se află în Bazilica Sf. Petru din Roma. Jilțul din secolul al IX-lea a fost prelucrat în stil baroc de Gian Lorenzo Bernini, care a realizat ansamblul monumental care domină astăzi absida principală a Bazilicii Sf. Petru.
Cathedra Petri este de asemenea o sărbătoare romano-catolică, fixată pe 22 februarie, sărbătoare care rememorează funcția de verhovnic (întâistătător) al apostolilor, deținută de apostolul Petru.

## Istoric
În Roma antică (precreștină), zilele dintre 13 și 23 februarie erau dedicate amintirii rudelor răposate. Cu această ocazie, pentru morți se pregătea mâncare și un scaun (lat. "cathedra"). Creștinii își aminteau în aceste zile de Apostolul Petru, Părintele credinței lor. În sec. IV, Biserica a oprit ospețele pentru morți; ca urmare, Scaunul lui Petru n-a mai fost văzut în legătură cu amintirea morților, ci doar ca tron al episcopului, simbol al învățăturii.
Obiectul sărbătorii însă nu se referă la scaun, ci la chemarea lui Petru de a prelua învățătura în Biserică. O a doua sărbătorire a Catedrei lui Petru se celebra, la 18 ianuarie, în Galia, începând din sec. VI-VII, preluată apoi și în Biserica Romei. Papa Ioan al XXIII-lea a redus cele două sărbători la una singură.

## Semnificație
"Catedra" este tronul unui episcop, așezat în biserica în care slujește (care, de aceea, se numește "catedrală") și simbolizează autoritatea episcopului și a învățăturii lui. Un episcop nou hirotonit, când ia în posesie Biserica încredințată lui, primește mitra și toiagul pastoral și se așază pe "catedră".